# Accident de Tan Son Nhut
L’accident de Tan Son Nhut se produit le 4 avril 1975, quelques semaines avant la fin de la guerre du Viêt Nam, lorsqu'un Lockheed C-5 Galaxy de l'US Air Force participant à la première mission de l'opération Babylift à partir de Saïgon, au Sud-Viêt Nam, s'écrase dans une rizière pendant la phase d'approche, lors d'un atterrissage d'urgence à la base aérienne de Tan Son Nhut, entraînant la mort de 138 des 314 personnes à bord.
La cause de cet accident est attribuée à une perte de contrôle en vol, due à une décompression explosive et à une défaillance structurelle au niveau des portes de la soute arrière de l'appareil. 
Il s'agit du premier accident mortel impliquant un C-5 Galaxy, et c'est également le troisième accident aérien le plus meurtrier impliquant un avion militaire américain, après l'accident d'un C-130 de l'US Air Force à Kham Duc, survenu en 1968, et le vol Arrow Air 1285R.

## Contexte
Au début d'avril 1975, une grande partie du sud du Vietnam étant envahie par les forces communistes  nord-vietnamiennes, l'administration du président américain Gerald Ford commença à instituer l'évacuation des citoyens américains. Pour ne pas alarmer le pays hôte, l’ambassadeur des États-Unis au Sud-Vietnam, Graham Martin, a autorisé les Américains à être envoyés par avion, notamment via l’opération Babylift, dans laquelle des aidants américains étaient jumelés à des orphelins du Sud-Vietnam.

## Accident
Dans l'après-midi du vendredi 4 avril 1975, un Lockheed C-5A Galaxy (immatriculation 68-0218), effectuant le premier vol de l'opération Babylift, a quitté la base aérienne de Tan Son Nhut pour la base aérienne Clark, aux Philippines.
À 16h15, le C-5A se trouve au-dessus de la mer de Chine méridionale, à environ 24 km au large de Vũng Tàu, au sud du Vietnam, volant à un cap de 136° et grimpant jusqu'à une altitude de 23 000 pieds (7 010 m). À ce moment-là, les verrous de la rampe de chargement arrière ont cédé, provoquant l'ouverture brutale et l'arrachement des portes de chargement arrière. Cela a provoqué une décompression explosive, remplissant temporairement la cabine d'un nuage de brouillard et de débris. La décompression a également sectionné les câbles de commande au niveau de la queue, provoquant la panne de deux des quatre systèmes hydrauliques, y compris ceux contrôlant les gouvernes de direction et de profondeur, et laissant comme seules commandes de vol utilisables les ailerons, les aérofreins et la puissance des quatre réacteurs.
Le pilote, le capitaine Dennis « Bud » Traynor (30 ans), ainsi que le copilote, le capitaine Tilford Harp (28 ans), et le mécanicien navigant, le sergent-chef Allen Engles, ont tenté de reprendre le contrôle de l'avion et d'effectuer un virage à 180° afin de retourner à la base de Tan Son Nhut. L'avion a commencé à effectuer une série de phugoïde, mais l'équipage les a contrées et a maintenu une descente contrôlée à environ 250 à 260 nœuds (460 à 480 km/h). Ils ont pu amener l'avion à une altitude de 4 000 pieds (1 220 m) et commencer l'approche vers la piste 25L. Alors qu'il effectuait l'approche finale, le taux de descente de l'avion a soudainement commencé à augmenter rapidement. L'équipage a augmenté la puissance des moteurs pour tenter d'arrêter la descente, mais malgré leurs efforts, l'avion percute violemment le sol à 16h45, avant de déraper sur 400 m dans une rizière, puis a brièvement redécollé sur environ 800 m, au-dessus de la rivière de Saïgon, puis heurta une digue et se disloqua en quatre tronçons. Le carburant a pris feu rapidement et une partie de l'épave a été détruite par l'incendie.

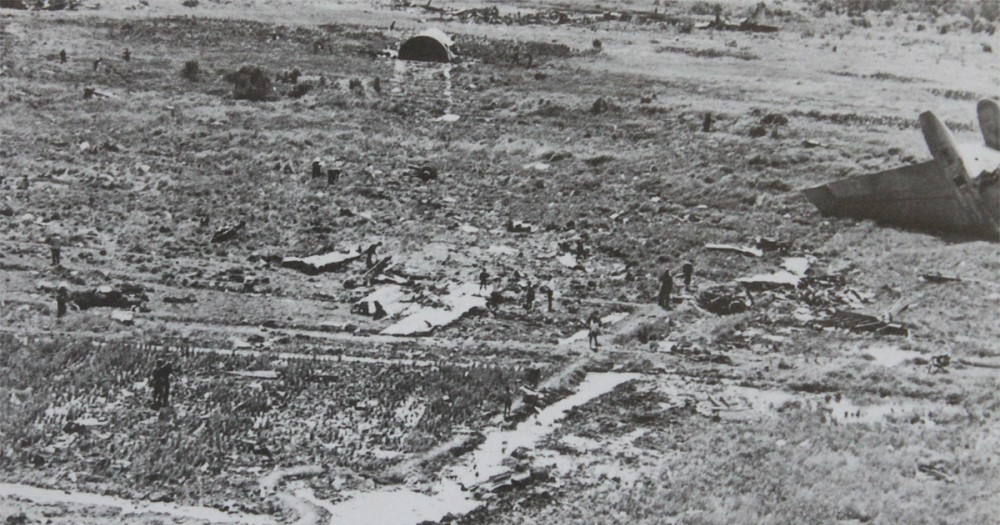
Prise de vue aérienne du site de l'accident.

Les survivants ont eu du mal à s'extirper de l'épave de l'appareil. La plupart des survivants se trouvaient sur le pont supérieur, tandis que la plupart des personnes présentes sur le pont inférieur ont été tuées sur le coup lors du second impact. Sur les 314 personnes à bord, on dénombre 138 morts, dont 78 enfants, 35 employés du Bureau de l'Attaché à la Défense de Saïgon (en) et 11 membres de l'US Air Force.
On dénombre également 176 survivants parmi les passagers et membres de l'équipage. Tous les orphelins survivants ont finalement été transportés par avion aux États-Unis, tandis que ceux qui ont péri dans le crash ont été incinérés et enterrés au cimetière de l'église catholique Saint-Nicolas de Pattaya, en Thaïlande.

## Enquête
Compte tenu de la manière dont les portes arrière se sont arrachées en vol, on a d'abord soupçonné un acte de sabotage. De nombreux composants ont été pillés sur le lieu de l'accident, compliquant ainsi l'enquête ; l'US Air Force a payé une prime pour les pièces de l'épave afin de les récupérer auprès de la population locale. Les équipes de sauvetage de l'US Navy ont été chargées de rechercher les portes de la soute arrière, l'enregistreur de paramètres, et le corps d'un des membres d'équipage du C5, tombés en mer de Chine méridionale.

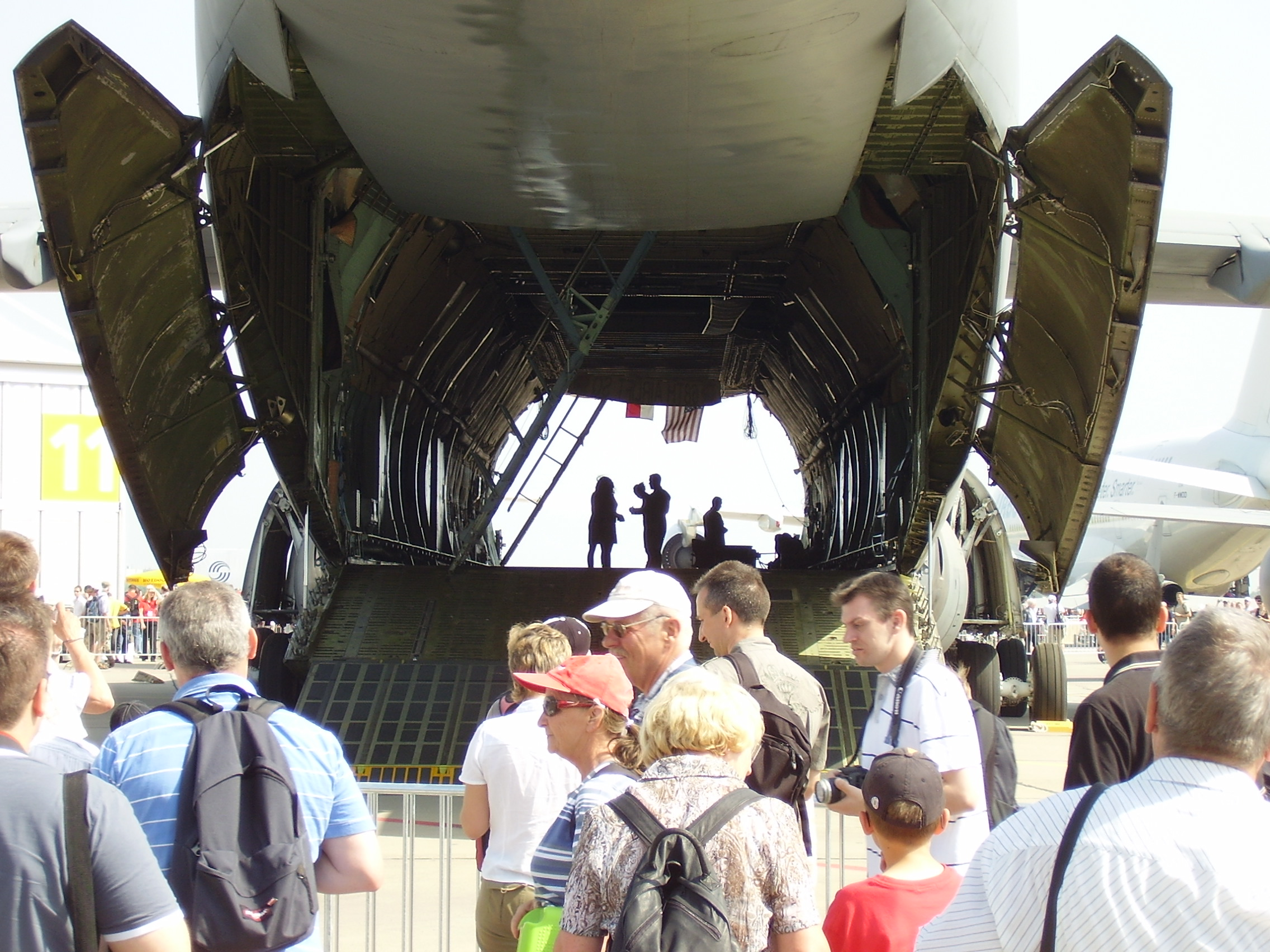
Photo montrant les portes de la soute arrière d'un C-5 Galaxy.

Lorsque les portes arrière ont été finalement récupérées en mer, l'enquête a déterminé que certains des verrous ne s'étaient pas correctement enclenchés lors de leur fermeture. Les dossiers de maintenance ont montré que les verrous ont été cannibalisés, dans le but de récupérer des pièces de rechange pour d'autres C-5 Galaxy, puis ont été mal remis en place, dégradant considérablement leurs performances. Ils ont également indiqué qu'une première inspection de maintenance avait révélé que cinq des sept verrous ne fonctionnaient pas, et que l'avion ne pouvait pas voler dans ces conditions. 
Sous la pression organisationnelle externe pour faire décoller le vol, une deuxième équipe de maintenance a été appelée pour effectuer une seconde inspection. Ils ont ensuite raté les verrous mal remontés lors de la seconde inspection et l'avion, alors considéré comme apte au vol, a été autorisé à voler. Par ailleurs, l'équipage a confirmé avoir rencontré des difficultés à fermer les portes avant le décollage. À mesure que la différence de pression atmosphérique augmentait avec l'altitude, les quelques verrous qui fonctionnaient correctement n'étaient plus en mesure de supporter les charges structurelles induites par l'augmentation de la pression de l'air et la porte a fini par s'arracher en vol.

## Conséquences
Certains membres du Congrès des États-Unis ont appelé à l’immobilisation de la flotte de C-5. En fin de compte, la flotte a été soumise à de sévères restrictions opérationnelles pendant plusieurs mois, le temps d'établir la cause de l'accident. 
Le comité d'enquête sur les accidents de l'US Air Force a attribué la survie de la plupart des personnes à bord à l'utilisation peu orthodoxe de la puissance des moteurs par le capitaine Traynor, et à sa décision de procéder à un atterrissage d'urgence alors que l'état de l'avion lui laissait encore un certain niveau de contrôle.
Les capitaines Traynor et Harp, qui ont tous deux survécu à l'accident, ont reçu l'Air Force Cross pour leur bravoure. Trente-sept autres médailles ont été décernées aux membres de l'équipage ou à leurs plus proches parents. L'infirmière de vol de l'US Air Force, le premier lieutenant Regina Aune, a reçu le Cheney Award pour l'année 1975.

## Médias
L'accident a fait l'objet d'un épisode dans la série télé Air Crash nommé « Opération Babylift » (saison 7 - épisode 5).